# Fender Katana
Fender Katana je električna gitara koju je 1985. godine dizajnirao Fenderov direktor promidžbe, i prodaje, Dan Smith. Cilj stvaranja ovako specifičnog izgleda modela jest Fenderovo trajno natjecanje sa sličnim dizajnima gitara tog vremena poput modela Jackson Randy Rhoads gitare, koju je proizvela tvrtka Jackson Guitars, a uspješno je promovirao američki heavy metal gitarist Randy Rhoads. Fenderov model nije polučio takvu popularnost, niti najvažnije tržišnu isplativost, tako da je proizvodnja nakon samo godinu dana, obustavljena.

## Osnovne značajke
Vrat gitare izrađen je od javora, s hvataljkom od palisandera u koju su umetnuta 22 polja. Trokutasti orijentacijski trokutići pomaknuti su u stranu vrata gitare, čiju stabilnost osigurava provučena metalna šipka. Ostale značajke uključuju mogućnost zaključavanja žica na kobilici i specifično dizajniranu glavu u obliku strijele.

Konfiguraciju ugrađenih elektromagneta čine dva dvostruka elektromagneta, a uporabna shema istih kontrolira se pomoću trodjelnog preklopnika, ali i pota za glasnoću i ton.
Model mosta je dizajn na dvije točke/vijka, s vibrato sustavom.

Mnogo jeftinija Squier verzija ovog Fenderova modela proizvodi se u Japanu. Osnovne su mu značajke konfiguracija od jednog elektromagneta i vrat gitare s nešto kraćom dužinom skale za tijelo gitare nije lijepljen, već je pričvršćen vijcima. Za razliku od Fenderovih modela, Squierovi modeli dostupniji su tržištu.

## Vanjske poveznice
- Fender Katana  Arhivirana inačica izvorne stranice od 14. kolovoza 2012. (Wayback Machine), na TheGuitarCollection.org.